# Gerard Roope
Gerard Broadmead Roope (ur. 13 marca 1905 w Taunton, zm. 8 kwietnia 1940 na Morzu Norweskim) – oficer marynarki brytyjskiej, komandor podporucznik, odznaczony Krzyżem Wiktorii (VC).

## Życiorys
Urodził się w Anglii, w Taunton w hrabstwie Somerset. Służył w marynarce brytyjskiej. W 1927 uzyskał stopień kapitana marynarki. W latach 1928–1929 służył na pancerniku HMS „Marlborough”, później na krążowniku HMS „Caradoc”. Od października 1933 służył jako pierwszy oficer na niszczycielu HMS „Boreas”, a 15 grudnia 1936 objął pierwsze dowództwo – niszczyciela HMS „Vidette”. 22 lipca 1938 został dowódcą niszczyciela HMS „Glowworm”.
Dowodząc „Glowwormem”, Roope wziął udział w działaniach pierwszego etapu II wojny światowej. W październiku 1939 „Glowworm” wraz z 1. Flotyllą Niszczycieli został przeniesiony z Floty Śródziemnomorskiej na wody brytyjskie. Bezpośrednio przed niemieckim atakiem na Norwegię, 5 kwietnia 1940 wyszedł w morze dla osłony planowanej operacji minowania wód norweskich „Wilfred”. 6 kwietnia okręt odłączył się od swojego zespołu w celu poszukiwań zmytego członka załogi i dalej płynął samotnie. 8 kwietnia rano okręt natknął się na niemieckie niszczyciele, z którymi podjął walkę. Następnie, pomimo przewagi sił niemieckich, wstąpił w bój z krążownikiem ciężkim „Admiral Hipper”, który nadpłynął jako wsparcie. Roope przeprowadził atak torpedowy, lecz był on bezskuteczny, a „Glowworm” został ciężko uszkodzony. Wówczas Roope podjął próbę staranowania nieprzyjacielskiego krążownika i uderzył go dziobem swojego okrętu, rozdzierając mu burtę i uszkadzając go. Wkrótce po kolizji „Glowworm” zatonął w rejonie pozycji 64°27′N 6°28′E/64,450000 6,466667. Zginęło 111 członków załogi.
W toku mozolnej pracy ratowniczej, którą wysoka fala wydatnie utrudniała, za pomocą szybko wyrzuconych za burtę lin i boi ratowniczych krążownika „Admiral Hipper” – około 40 ludzi z żyjącej załogi brytyjskiego niszczyciela zostało wydobytych, umieszczonych w okrętowym lazarecie i opatrzonych. Niestety nie udało się uratować dowódcy „Glowworma”, który pływał nieco dalej na wodzie. Ostatnio, gdy wszystkie wysiłki zbliżenia się do rzucanego na wysokiej fali zawiodły, widziano, jak na pożegnanie kiwał ręką do swych ludzi, po czym wysoka fala przeszła nad kapitanem i porwała go w głąb.
W maju 1945 roku, w ponad pięć lat od chwili zatopienia „Glowworma”, zostały opublikowane po raz pierwszy prawdziwe szczegóły bohaterskiego boju stoczonego przez samotny niszczyciel z nieprzyjacielskimi okrętami. Niemcy zataili bowiem fakt staranowania i uszkodzenia krążownika „Admiral Hipper” i dopiero po wojnie powracający z niewoli członkowie załogi „Glowworma” przywieźli do swej ojczyzny dokładne informacje dotyczące tej akcji. Od nich też pochodzi inna wersja śmierci dowódcy „Glowworma”, który ponoć zdołał dopłynąć do krążownika i uchwycił się rzuconej mu liny. Niestety, potem siły go opuściły i w trakcie wciągania go na pokład puścił linę, spadł do wody i zniknął pod falami.
Gerard Roope został pośmiertnie odznaczony najwyższym brytyjskim odznaczeniem Krzyżem Wiktorii. Była to pierwsza akcja, za którą przyznano Krzyż Wiktorii w czasie II wojny światowej, aczkolwiek samo odznaczenie przyznano dopiero po wojnie (ogłoszono 10 lipca 1945 i wręczono wdowie 12 lutego 1946). Wcześniej, 6 stycznia 1942 został wymieniony w raporcie (Mentioned in Despatches, MID). Wartym odnotowania faktem jest, iż Roope otrzymał odznaczenie także dzięki honorowej postawie dowódcy niemieckiego okrętu Hellmutha Heye, który korzystając z pośrednictwa Międzynarodowego Czerwonego Krzyża, napisał list do brytyjskich władz opisujący akcję brytyjskiego okrętu i odwagę jego dowódcy.

## Kariera
- 30 września 1927 – kapitan marynarki (Lieutenant)
- 30 września 1935 – komandor podporucznik (Lieutenant-Commander)